# Бухејра (гувернорат)
Бухејра је један од 27 гувернората Египта. Заузима површину од 10.130 km². Према попису становништва из 2006. у гувернорату је живело 4.737.129 становника. Главни град је Даманхур.

## Становништво
| 2006.     | 2012. (процена) |
| --------- | --------------- |
| 4.737.129 | 5.327.000       |